# Musculus pectoralis major
De musculus pectoralis major of grote borstspier  behoort tot de ventrale spiergroep. Het is een grote, oppervlakkig gelegen, waaiervormige spier. Deze spier bestaat uit drie delen: pars clavicularis, pars sternocostalis en pars abdominalis.
De pars clavicularis ontspringt aan de mediale helft van het voorvlak van het sleutelbeen (clavicula), de pars sternocostalis aan de membrana sterni en het kraakbeen van het 2e - 6e rib. Op het kraakbeen van 3e(4e) - 5e rib bevinden zich nog diepe oorsprongplaatsen van pars sternocostalis. De zwakkere pars abdominalis ten slotte komt van het voorste blad van de rectusschede.
Alle delen zijn op het opperarmbeen (humerus) aangehecht aan de crista tuberculi majoris waarbij de vezels elkaar kruisen. Daarbij zit de pars abdominalis het verst proximaal vast. Er ontstaat een proximaalwaarts open zak.
Het is een krachtige spier, waarvan de vorm bij neerhangende arm vierzijdig is. Bij opgeheven arm is deze driehoekig. Hij vormt de spierbasis van de voorste okselplooi. 
Functie: De gehele spier zorgt voor adductie en binnenwaartse rotatie (endorotatie) van de arm. De pars clavicularis zorgt voor anteflexie en de pars sternocostalis voor een adductie van de bovenarm. Het is een belangrijke hulpinademingsspier (fixatie van de bovenste extremiteit is dan wel noodzakelijk). Bij geabduceerde arm kunnen de pars clavicularis en de pars sternocostalis een anteflexiebeweging (voorwaartse armheffing) uitvoeren. De opgeheven arm wordt door alle delen van de grote borstspier naar voren toe, krachtig en snel omlaag getrokken. 
De pars sternocostalis en de pars abdominalis kunnen samen de schouder naar voren toe omlaag halen. De pars sternocostalis zorgt dan voor de protractie en de pars abdominalis voor de retractie van het schouderblad.
De spier wordt geïnnerveerd door de nervus pectoralis lateralis (C5 - C7) en de nervus pectoralis medialis (C8 en T1).